# Göhren (Tramm)
Göhren is een plaats en voormalige gemeente in de Duitse deelstaat Mecklenburg-Voor-Pommeren, en maakt deel uit van de gemeente Tramm in het district Ludwigslust-Parchim.

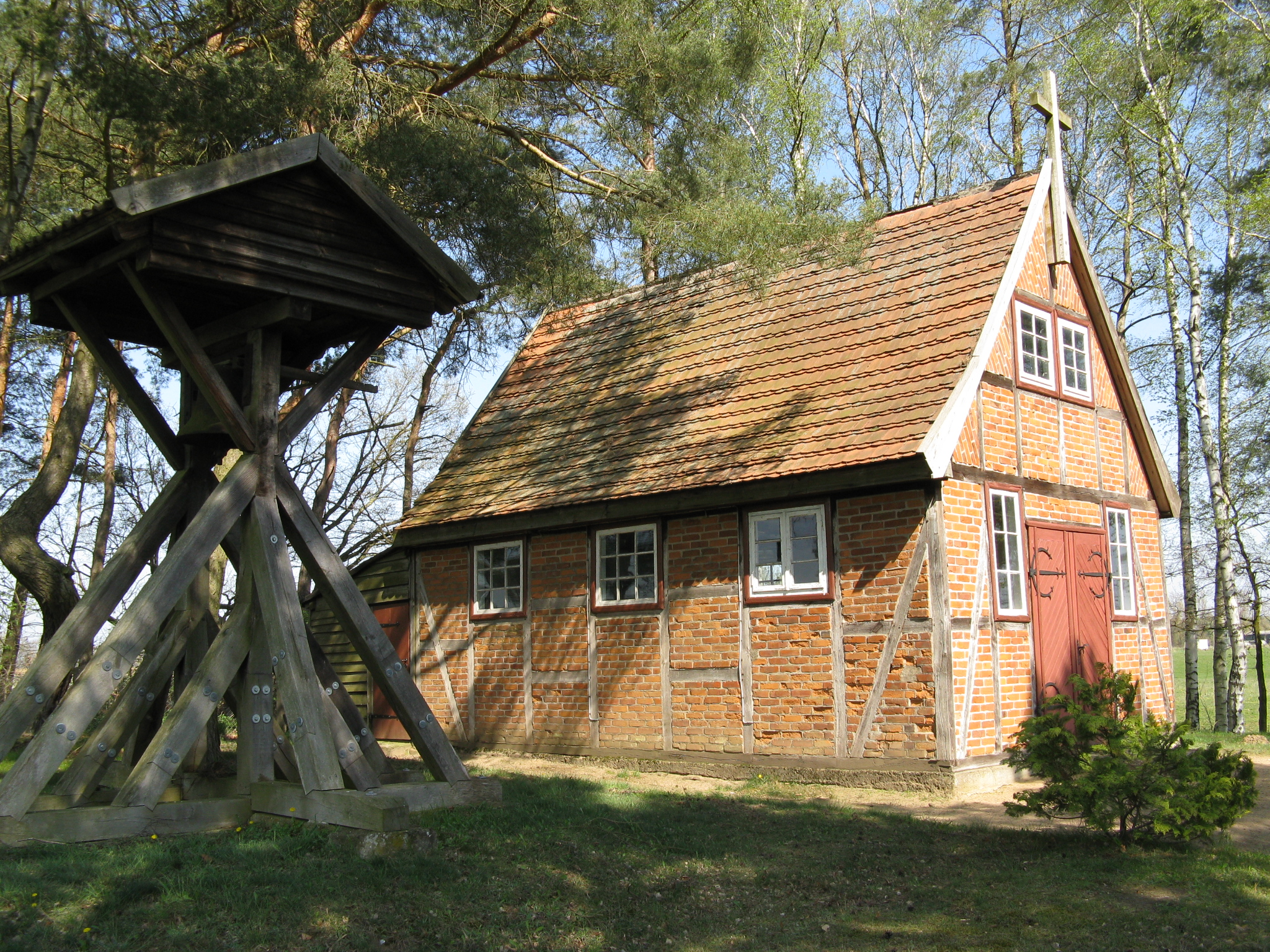
Kapelletje bij Göhren